# قرار مجلس الأمن التابع للأمم المتحدة رقم 964
قرار مجلس الأمن التابع للأمم المتحدة رقم 964، المعتمد في 29 تشرين الثاني / نوفمبر 1994، بعد الإشارة إلى القرارات 841 (1993)، 861 (1993)، 862 (1993)، 867 (1993)، 873 (1993)، 875 (1993)، 905 (1994)، 917 (1994)، 933 (1994)، 940 (1994)، 944 (1994) و948 (1994)، أشار المجلس إلى التقدم المحرز في هايتي وعزز الفريق المتقدم لبعثة الأمم المتحدة في هايتي.
وقد تم الترحيب بالجهود التي تبذلها القوة المتعددة الجنسيات في هايتي لإقامة منطقة آمنة ومستقرة لنشر بعثة الأمم المتحدة في هايتي، إلى جانب الرئيس جان برتران أريستيد الذي كان يروج للمصالحة الوطنية. ورحب أيضاً بإنشاء فريق عامل مشترك للتحضير لانتقال الفريق المتقدم من القوة المتعددة الجنسيات إلى بعثة الأمم المتحدة في هايتي. ثم تم تعزيز الفريق المتقدم بما يصل إلى 500 فرد مطلوب للانتقال إلى بعثة الأمم المتحدة في هايتي. وطُلب من الأمين العام بطرس بطرس غالي تقديم تقرير إلى المجلس بشأن الزيادات في قوام الفريق المتقدم التابع لبعثة الأمم المتحدة في هايتي، بينما تم حث التعاون الوثيق بين القوة المتعددة الجنسيات وبعثة الأمم المتحدة في هايتي.
تم تبني القرار بأغلبية 13 صوتاً وامتناع عضوين عن التصويت من البرازيل وروسيا.

## روابط خارجية
- نص القرار في undocs.org